# Ludwig Follenius
Ludwig Follenius (* in Romrod; † 2. September 1878 in Büdingen) war Kreisrat im Großherzogtum Hessen.
Vor 1841 arbeitete Ludwig Follenius als Sekretär beim Kreis Gießen und der Direktion der Verwaltung der Provinz Oberhessen – zwei Verwaltungen, die durch das gleiche Personal in Gießen betrieben wurden. Von dort wurde er 1841 zum ersten Kreisrat des neu gebildeten Kreises Hungen befördert.
Im Zuge der Revolution von 1848 im Großherzogtum Hessen wurden die Kreise aufgelöst und durch Regierungsbezirke ersetzt, die mit einer kollektiven Führungsspitze ausgestattet waren (Regierungskommissionen). Ludwig Follenius verlor bei dieser Umstrukturierung „seinen“ Kreis Hungen und wurde Mitglied der Regierungskommission des Regierungsbezirks Erbach.
Als im Zuge der Restauration 1852 die Regierungsbezirke aufgelöst und die Kreise wieder hergestellt wurden, sowie dort, wo bis 1848 noch Landratsbezirke bestanden hatten – etwa in Büdingen – Kreise neu gebildet wurden, erhielt Ludwig Follenius die Stelle des Kreisrates des Kreises Büdingen. Er übte das Amt 20 Jahre lang bis zu seiner Pensionierung 1872 aus.